# Куреш

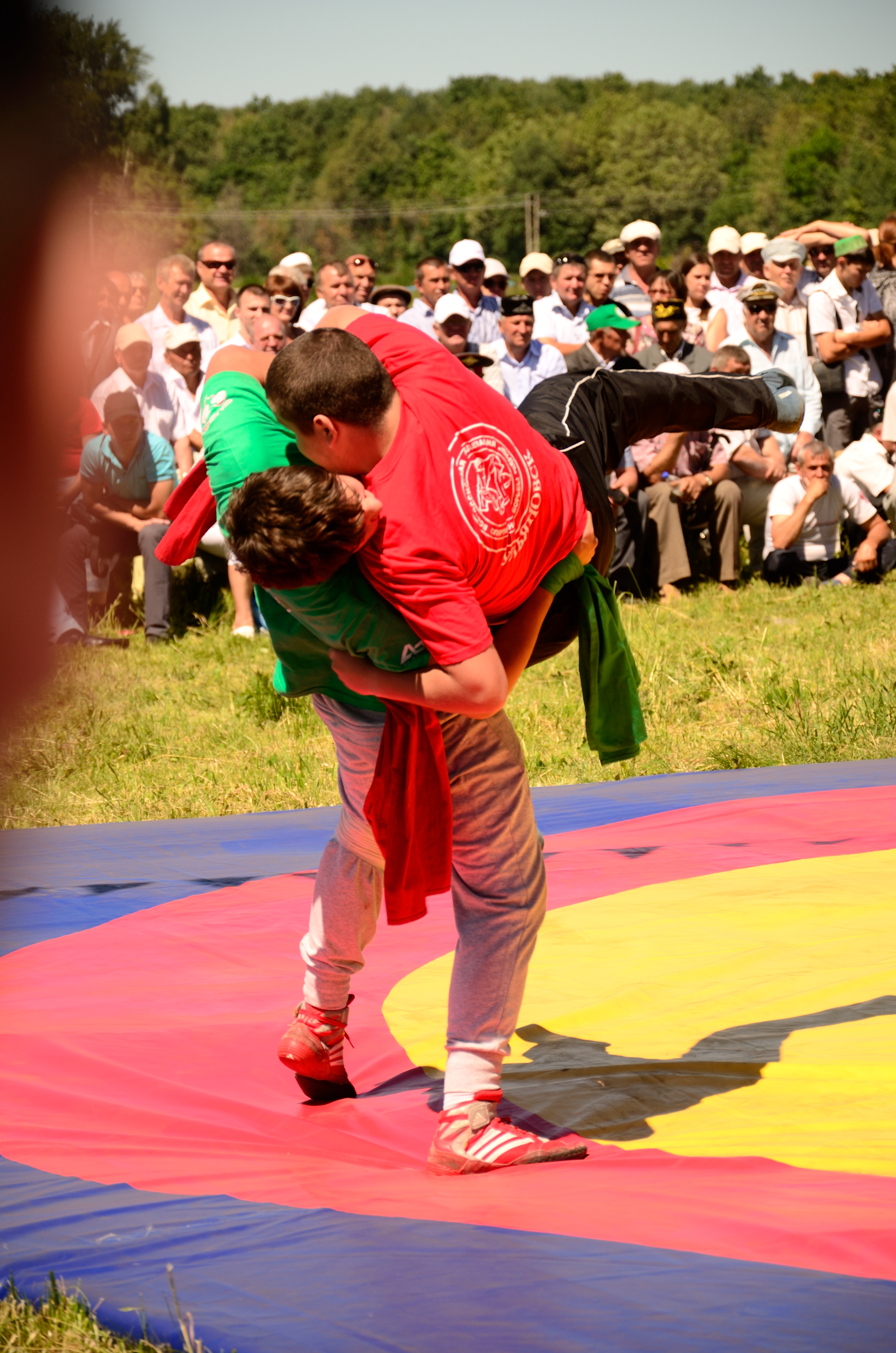
Куреш на Сабантуї в Ульяновську

Куреш (башк. көрәш, крим. küreş, куреш, каз. күрес, кирг. күрөш, тат. көрәш, kөrəş, узб. kurash, чув. кӗрешӳ) — традиційний вид спорту у тюркських народів, національна боротьба на поясах. У башкирів, татар та чувашів куреш є важливим елементом національних свят — Сабантую, Джієна та Акатуї.

## Історія
Час появи боротьби курешу точно не відомий. Змагання влаштовувалися на свята, під час весіль, великих торгів. Куреш — самостійний вид спорту та спосіб фізичної підготовки.
6 вересня 1998 року в Ташкенті за участю представників 28 країн Азії, Африки та Європи була створена «Міжнародна Асоціація Куреш».
24 січня 2003 року став історичною датою для Куреша. На 22-й Генеральній Асамблеї Олімпійської Ради Азії Куреш було визнано офіційним видом спорту з боку цього континентального підрозділу Міжнародного Олімпійського Комітету, і стало можливим включення його до програми Азійських Ігор — континентальної моделі Олімпійських Ігор. У грудні 2006 року у Досі, Катар пройшли 15-ті літні Азійські Ігри. У них вперше в історії відбулися показові змагання з Куреш. 2009 року офіційні змагання з Куреш пройшли у програмах одразу двох Азійських Ігор — 1-х Азійських Ігор з бойових мистецтв (Бангкок, Таїланд) і 3-х Азійських ігор у закритих приміщеннях (Ханой, В'єтнам).
2002 року Асоціація заснувала свою вищу нагороду — «Золотий Орден МАК». Він вручається лідерам країн, видатним політичним та громадським діячам, знаменитостям за їх внесок у справу міжнародного розвитку Куреша. Рішення про нагородження приймається Виконкомом МАК. Перший орден було вручено 2002 року Президенту Узбекистану Ісламу Карімову. 2004 року другим орденом було нагороджено лідер Індійського Національного Конгресу Соню Ганді.
2007 року в місті Уфа республіки Башкортостан проводився VI чемпіонат світу з боротьби куреш
На початок 2008 року членами Міжнародної Асоціації Куреш є національні федерації з 102 країн Азії, Африки, Європи, Пан Америки й Океанії. На 9-му Засіданні Конгресу IKA, що пройшов перед п'ятим чемпіонатом світу з курешу серед молоді 12-17 листопада у Стамбулі, Туреччина ще 12 країн приєдналися до світового руху IKA. Наприкінці 2008 року кількість країн-членів IKA становить 114 країн.
2010 року у Казані пройшов чемпіонат світу з боротьби куреш. Куреш включено до програми проведеної у Казані Літньої універсіади 2013 року.

## Правила
1. У Куреші (Ферганський варіант боротьби) борються у стійці стоячи та згідно з прийнятими правилами. Кидки, проведені в стійці, оцінюються суддями.
2. # при рівних оцінках перемога присуджується за останньою оцінкою
3. # у разі, коли учасник (учасниця) має оцінку та покарання, перевагу має оцінка
4. Змагання проводяться за олімпійською системою без втішних сутичок.
5. У Куреші оцінюється прийом, розпочатий всередині безпечної зони гілам (татамі) та закінчений за межами небезпечної лінії гілам (татамі).

### Тривалість сутички
1. чоловіки — 4 хвилини чистого часу
2. підлітки та спортсмени старше 35 років — 3 хвилини чистого часу
3. діти, жінки та спортсмени старше 56 років — 2 хвилини чистого часу.

## Відмінності
Основна відмінність Кереша: у чувашів та казахів поясна боротьба супроводжується активною боротьбою ніг.
У татар боротьба на поясах, рушниках не включає боротьбу ногами. Засновники татарської національної боротьби Азізов, Шайхутдинов та інші сформулювали правила відповідно до традицій. Азізов хотів, щоб майстри татарської боротьби були сильні і у класичній боротьбі, тому їх національний вид спорту орієнтований на це.

## Знамениті курешисти
- Радіф Акчурин — чемпіон світу 2010 року в категорії до 100 кг[4]
- Юсупов Харіс Мунасіпович — майстер спорту РРФСР з національної боротьби куреш (1960), перший чемпіон РРФСР з боротьби куреш.[5]
- Бейбі Істибаєв — чемпіон світу 2008 року у категорії 90 кг.
- Абдулло Тангрієв — Майстер спорту міжнародного класу з дзюдо та боротьби куреш, чемпіон світу з боротьби Куреш 2005 року.

## Цікаві факти
- У Татарстані борців називають «батир» і «көрәшче».
- У Казахстані борців називають «күресші», «палуан», «батир»

## література
- Р. А. Султангареева Башкирська народний куреш. Кітап (видавництво). Уфа 2009 ISBN 978-5-295-04925-5

| Прапор Казахстану | Це незавершена стаття про Казахстан. Ви можете допомогти проєкту, виправивши або дописавши її. |

| Прапор Узбекистану | Це незавершена стаття про Узбекистан. Ви можете допомогти проєкту, виправивши або дописавши її. |